# Musée d'Art de Gérone
 (avril 2022).
Causes possibles :
- Rédaction non-neutre car ne respectant pas la synthèse équilibrée attendue.
- Plan structurant la page comme une brochure promotionnelle ou une plaquette institutionnelle.
- Nombreuses informations sans réelle pertinence encyclopédique et pourtant montées en épingle. Ceci peut notamment se faire en recourant à des sources primaires ou non centrées, ou encore à un « cherry picking » des sources ; dans certains cas, cette utilisation des sources peut même donner lieu à une « synthèse inédite ».

Rappel : la pertinence des informations est à démontrer par des sources secondaires indépendantes et de qualité traitant le sujet.
Le musée d'Art de Gérone est un musée public créé en 1976 par le rassemblement des collections du musée provincial des beaux-arts avec celles du musée diocésain de Gérone. Situé dans de l'ancien palais épiscopal, il présente des pièces archéologiques et des œuvres artistiques d'origine locale couvrant une période s'étalant du IVe siècle au XXe siècle.

## Le musée
L’intérieur du palais abrite la plus importante collection d'art de l'évêché et de la province de Gérone, avec des pièces allant de l'époque romane jusqu'à l'aube du XXe siècle. Parmi les œuvres se distinguent la pierre d'autel de Sant Pere de Rodes (Xe siècle), le retable de Sant Pere de Púbol (ca) (XVe siècle), des panneaux du retable de Saint-Félix de Gérone (XVIe siècle), le retable de Segueró (XVIe siècle) et la sculpture Contra l'invasor (Contre l'envahisseur) (XIXe siècle). Le bâtiment conserve plusieurs espaces présentant leur fonction d'origine, tels la prison épiscopale ou le jardin majestueux.
Deux espaces situés dans le quartier Mercadal, à l'intérieur du bâtiment de Santa Caterina, complètent les installations du Musée d'Art : l'ancienne pharmacie d'hôpital et la chapelle (devenue aujourd'hui l'Auditorium Josep Irla du Gouvernement de Catalogne), où est exposé le tableau El gran dia de Girona (Le Grand Jour de Gérone - dépôt MNAC), de Ramón Martí Alsina, le plus grand tableau de la peinture catalane (496 × 1 082 cm).

## Organisation des collections présentées

### Préroman - roman. Salles 1 - 4

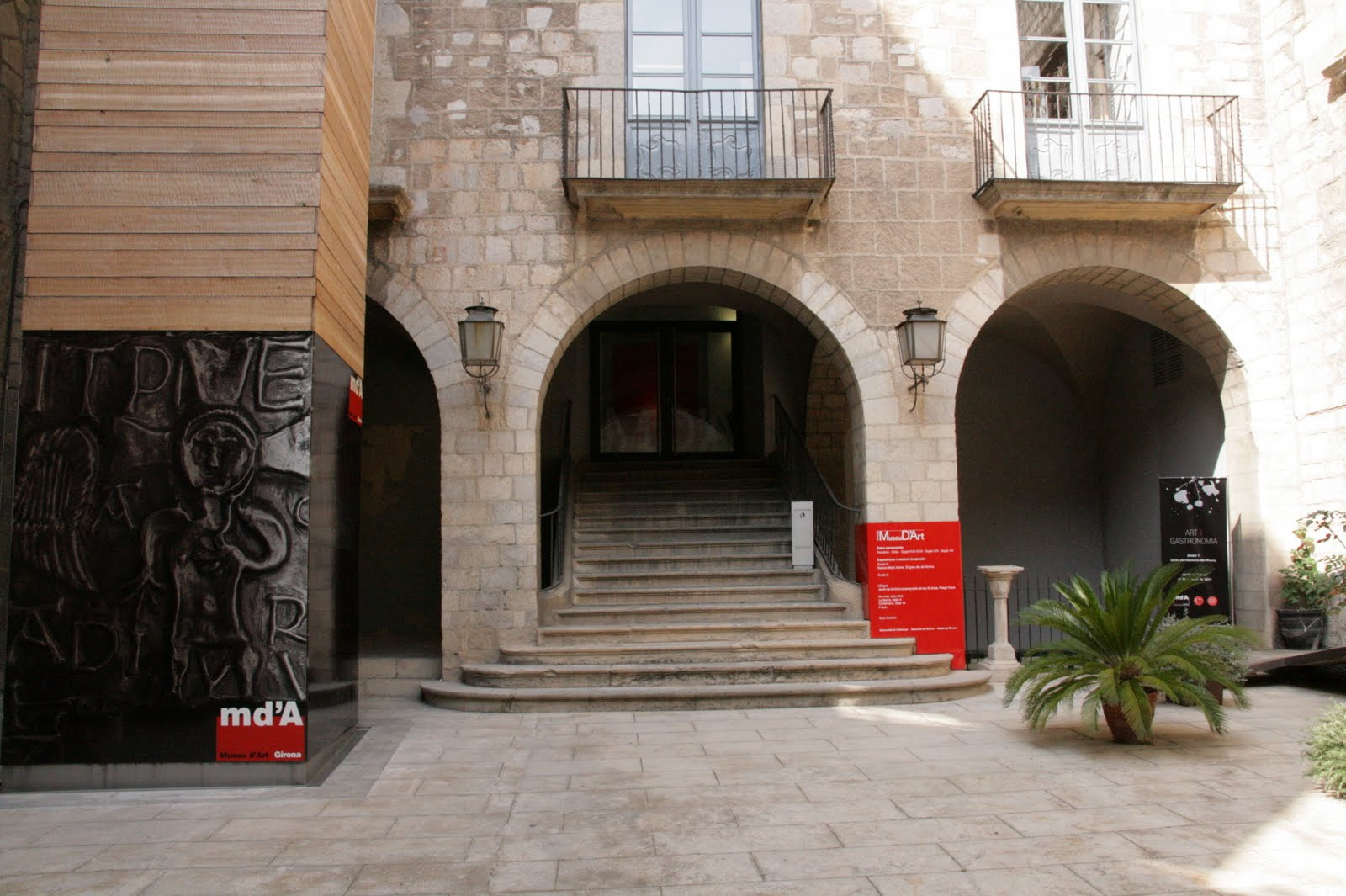
Entrée par le palais épiscopal.

La première salle présente à l'entrée un fragment de pierre paléochrétienne du IVe siècle, trouvé à Empúries, et qui constitue un exemple de l'art austère des premiers siècles du christianisme. Est présent l'ensemble liturgique de Sant Pere de Roda, le Christ en majesté du monastère de Sant Miquel de Cruïlles (ca) et celui de Sant Joan les Fonts ainsi qu'un fragment de peinture a tempera de la Pentecôte du maître d'Osormort (ca). Une place significative est réservée à l'expression décorative et architecturale, à travers une collection de chapiteaux aux diverses provenances et iconographies. Le fonds de sculptures en bois polychrome est constitué de représentations mariales et de saints. Il comporte aussi la Biga de Cruïlles (Poutre de Cruïlle (ca)), un exemple quasi unique de baldaquin du XIIe siècle qui a conservé toute sa polychromie. Le parcours au long de la période romane se termine par les peintures à fresque de l'abside de Sant Esteve de Pedrinyà. On y trouve aussi La Lionne (ca), sculpture du XIIe siècle ornant un chapiteau et constituant l'un des symboles de la Gérone actuelle.

### Gothique. salles 5 - 8
Les salles 5 et 6 abritent des sculptures du maître Bartomeu, qui marquent la transition du roman vers le gothique. L'ensemble constitué par le Calvari (Calvaire), datant du XIIIe siècle et provenant de la cathédrale de Gérone, et le tympan de l'Hospital de Clergues de Gérone, tous deux restaurés récemment, illustrent cette transition. Au XIVe siècle une sculpture plus délicate fait sa place, nettement influencée par l'art gothique international. Les œuvres du maître Aloi ou de Jaume Cascalls (en) en sont des exemples. La salle 7 présente l'un des derniers échantillons conservés en Europe de matériaux utilisés pour le métier de vitrailliste : les établis qui ont servi à réaliser les vitraux de la zone de l'abside de la cathédrale de Gérone.
Le Salon du Trône, en salle 8, rassemble quelques retables du XVe siècle : le Sant Miquel de Cruïlles de Lluís Borrassà, le Mare de Déu de la Llet de Sant Esteve de Canapost, celui de Sant Miquel de Castelló d’Empúries ainsi que le Retaule de Sant Pere de Púbol. Ils sont l'œuvre de peintres qui ont travaillé en terre géronaise aux alentours des XIVe et XVe siècles.

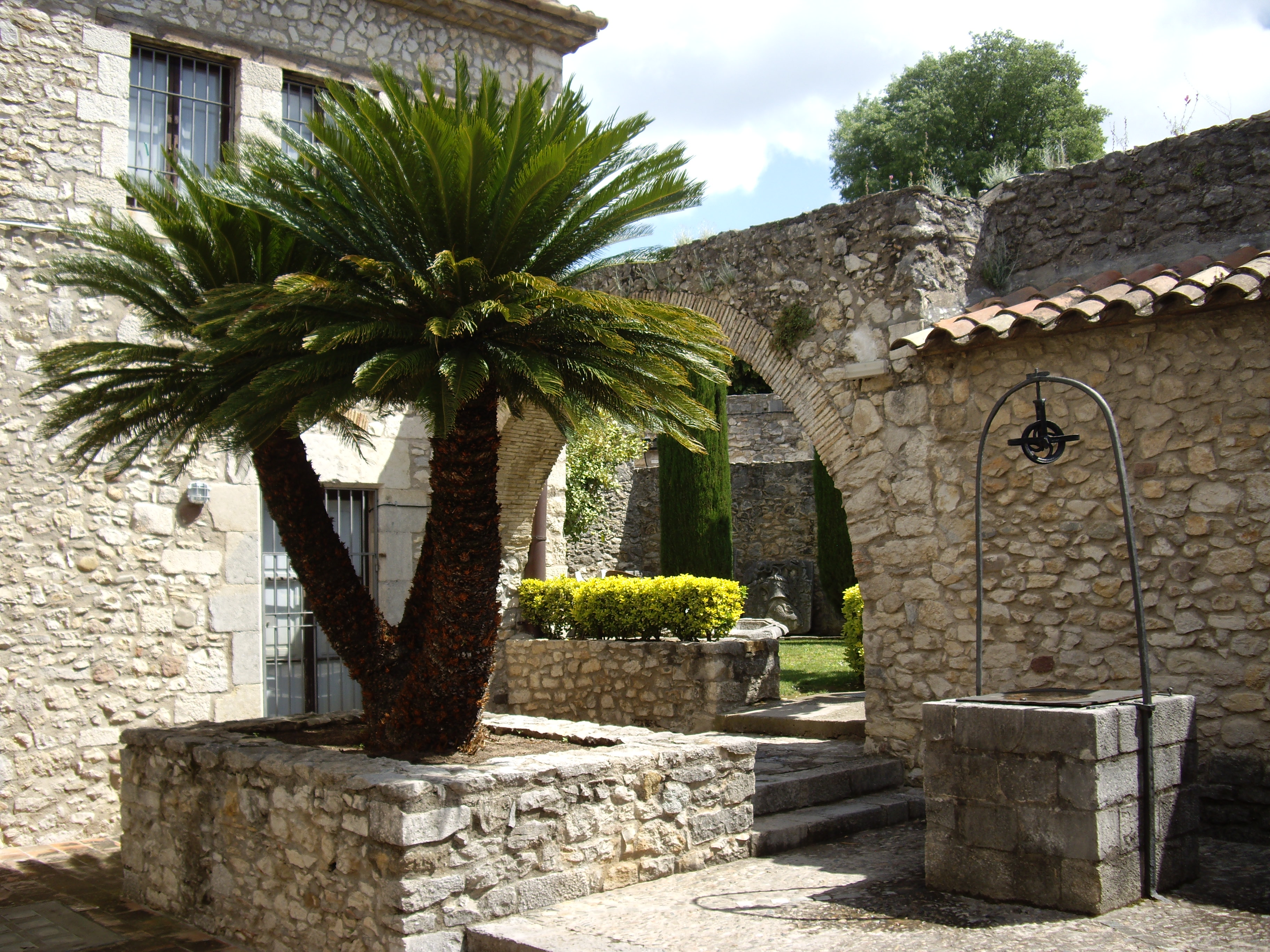
Cour de la Maison Falló.

### Renaissance. Salles 9 - 12
La peinture géronaise du XVIe siècle est en grande partie représentée par des artistes étrangers qui intégraient des éléments de la Renaissance au gothique flamand. Une illustration en est le retaule de Sant Feliu de Girona, commencé en 1504 et terminé en 1520. Des peintres tels que Perris de Fontaines (France) et Joan de Borgonya (ca) (Allemagne), qui participèrent à son élaboration, apportèrent de nouvelles formes de représentation propres aux courants les plus avancés du moment. Les estampes et gravures contribuèrent à la diffusion de nouveaux modèles de représentation, bientôt reflétés dans la peinture catalane. L'influence de ces nouvelles formes a forgé le style de Pere Mates (es), un peintre géronais parmi les plus importants de son époque, dont plusieurs retables sont exposés.

### Baroque. Salles 14 et 15

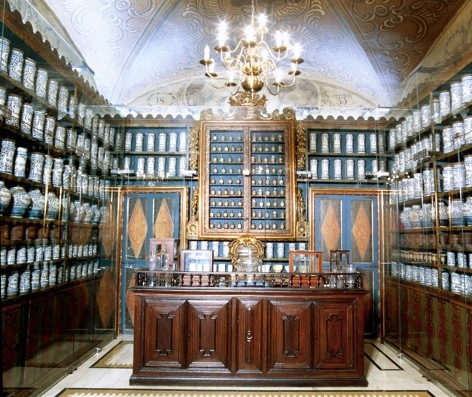
Ancienne pharmacie.

La salle 14 présente des collections des XVIIe et XVIIIe siècles, avec un échantillon de peinture, sculpture et objets liturgiques de style baroque, dont une sculpture représentant saint Roch de Sant Feliu de Guíxols (XVIIe siècle). En salle 15 sont exposées les collections de céramique et verre (XVIIe et XVIIIe siècles). L'exposition est constituée par des ensembles de récipients de pharmacie et de plats en céramique bleue, et par une sélection d'objets en verre soufflé.

### XIXeetXXesiècle. Salles 16 - 18
Les œuvres exposées dans ces salles sont considérées par le Musée comme les plus significatives des représentants du réalisme et du romantisme qui ont travaillé en terre géronaise. Ramon Martí Alsina, avec l'un de ses nombreux croquis pour El Gran dia de Girona (Le Grand jour de Gérone) ; Modest Urgell, Pons Martí, Graner ou Pigem. L’école réaliste d'Olot, qui débute au XIXe siècle grâce à Joaquim Vayreda, est également présente. Une place est aussi réservée aux courants du modernisme avec des œuvres de Santiago Rusiñol, qui réalisa de nombreux séjours dans la ville de Gérone. Le parcours se termine par des œuvres de Prudenci Bertrana et Josep Aguilera, parmi lesquelles on distingue Cap de dona (Tête de femme), de Fidel Aguilar (es), et L’Onyar a Girona (La rivière Onyar à Girona), de Mela Muttermilch, appartenant aux premières décennies du XXe siècle.

## Œuvres et objets remarquables
- Pierre d'autel portable de Sant Pere de Rodes. La pierre d'autel de Sant Pere de Rodes est un exemple d'autel portable du haut Moyen Âge en Catalogne. Elle fait partie intégrante d'une collection de pièces médiévales regroupées en 1810 et qui s'exposent actuellement dans la salle 1 du musée : un coffret hispano-arabe, une staurothèque et un vase aux saintes huiles. Cet objet liturgique répond aux exigences de mobilité d'évêques, abbés ou autres figures religieuses, lors des pèlerinages médiévaux.
- Fragment de pierre tombale paléochrétienne. Fragment de pierre tombale funéraire découvert dans les ruines d’Empúries (Haut-Ampourdan). Empúries est le premier port de la côte catalane où débarquèrent les colons grecs (600 av. J.-C.) et, quatre siècles plus tard, les Romains. Cette pierre tombale est un exemple de l’art des premiers siècles du christianisme. La pierre comporte l’inscription « In Xto. Maxime ave vale ». Màxim est le nom du défunt, et « ave vale » est un salut. L’inscription « in Xto » (« En Christ ») fait référence au caractère chrétien de l’enterrement, l'un des premiers à Empúries. Le nom du Christ est accompagné des lettres alpha et oméga.
- Chapiteau, XIIe siècle. Les angles de ce chapiteau abritent deux statues féminines attaquées par des serpents, et deux statues d'hommes, probablement deux ecclésiastiques, avec une crosse dans les mains. Il s’agit d’une représentation, très habituelle dans l'art roman, de la punition de la luxure, avec une femme nue attaquée et mordue par des serpents. Il n'est cependant pas fréquent que ce type de représentation soit accompagnée de figures religieuses. C'est une scène didactique, utilisée pour donner une leçon au peuple en mettant en scène le bien et le mal. Il y a également un message sous-entendu avertissant le clergé de ne pas tomber dans le péché.
- Vierge des Agulles, XII-XIIIe siècle.Sculpture sur bois polychrome provenant du sanctuaire de la Vierge des Agulles ou des Agudes. Son nom reflète une tradition de la région : il était coutume pour les femmes pieuses de cette image de remplacer les aiguilles de leurs vêtements par celles de la Vierge Marie. Cela reflète la grande dévotion que ces images ont suscité dans le culte populaire. Cette dévotion perdura au fil des siècles au point qu'il était habituel, en particulier durant l’époque baroque, de réaliser des vêtements pour ces Vierges, en suivant la mode du moment.

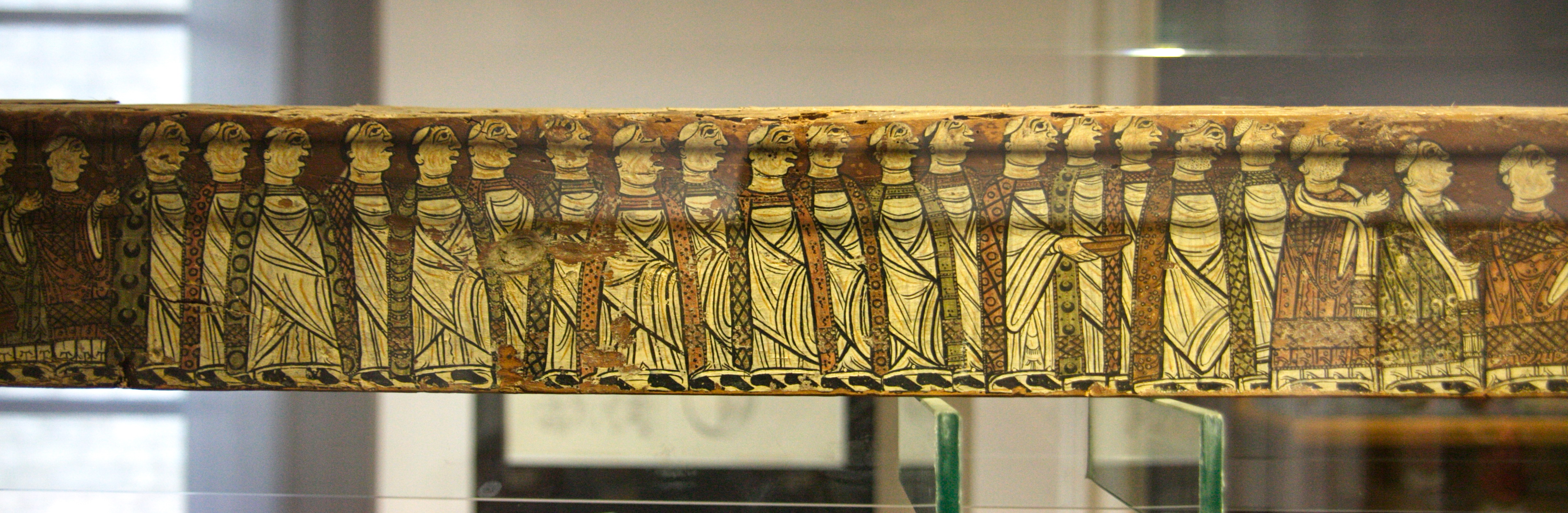
La poutre du monastère de Cruilles

- Poutre de Cruïlles, XII-XIIIe siècle. Poutre romane provenant du monastère bénédictin de Sant Miquel de Cruïlles (Bas-Ampourdan). Elle a été découverte lors de la restauration du retable de Sant Miquel de Cruïlles, exposé dans la salle numéro 8 du musée. Elle avait été réutilisée en tant que poutre traverse pour unir la prédelle aux tables. À l'origine, cette poutre faisait néanmoins partie du dais de l’autel principal de l’église du monastère. Sa face centrale est ornée d'une procession de prêtres, présidée par l’évêque, qui sont représentés de profil et la bouche entrouverte car ils chantaient.
- Bol de Besalú, IX-Xe siècle. Ce bol, datant du Xe siècle, qui contenait des pièces d’or, a été découvert en 1936 par Joan Subias dans l’abside de l’église Saint-Vincent de Besalú, avec d’autres reliquaires. La pièce est en bon état de conservation, et sa technique d’exécution et son iconographie sont magnifiques. Sculpté dans du cristal de roche, le bol comporte une décoration en relief de deux oiseaux très stylisés, face à face et flanqués de motifs géométriques. Une étude récente affirme que le bol provient des territoires d’al-Andalus, ou Maghreb, et rejette les thèses précédentes qui le situaient en Asie Mineure, en Égypte ou en Iran.
- Abside de Pedrinyà. L'abside de Pedrinyà est l'un des plus remarquables exemples de peinture murale conservés dans le musée. Datant des XIIe et XIIIe siècles, il est composé de trois registres. La voûte est présidée par le Christ en majesté entouré par les symboles des quatre Évangélistes. Sous la voûte les scènes du mystère de l'Incarnation se succèdent : l'Annonciation de Marie, la Visitation, la Naissance et l'Annonce aux bergers.
- La lionne de Gérone, XIIe siècle. Cette sculpture a été découverte appuyée contre une ancienne pension de la rue dels Calderers, voie d’entrée dans la ville des voyageurs provenant de France. Durant plusieurs années, les étrangers qui entraient dans la ville étaient avertis : « Vous ne pouvez pas être de Gérone si vous n’embrassez pas le postérieur de la lionne ». C’est pourquoi, à partir des années 1980, ce baiser devint habituel parmi les voyageurs qui visitaient la ville. En 1986, une copie de cette sculpture fut réalisée et placée devant l’église de Sant Feliu. Celle qui s’y trouve actuellement est de 1995.

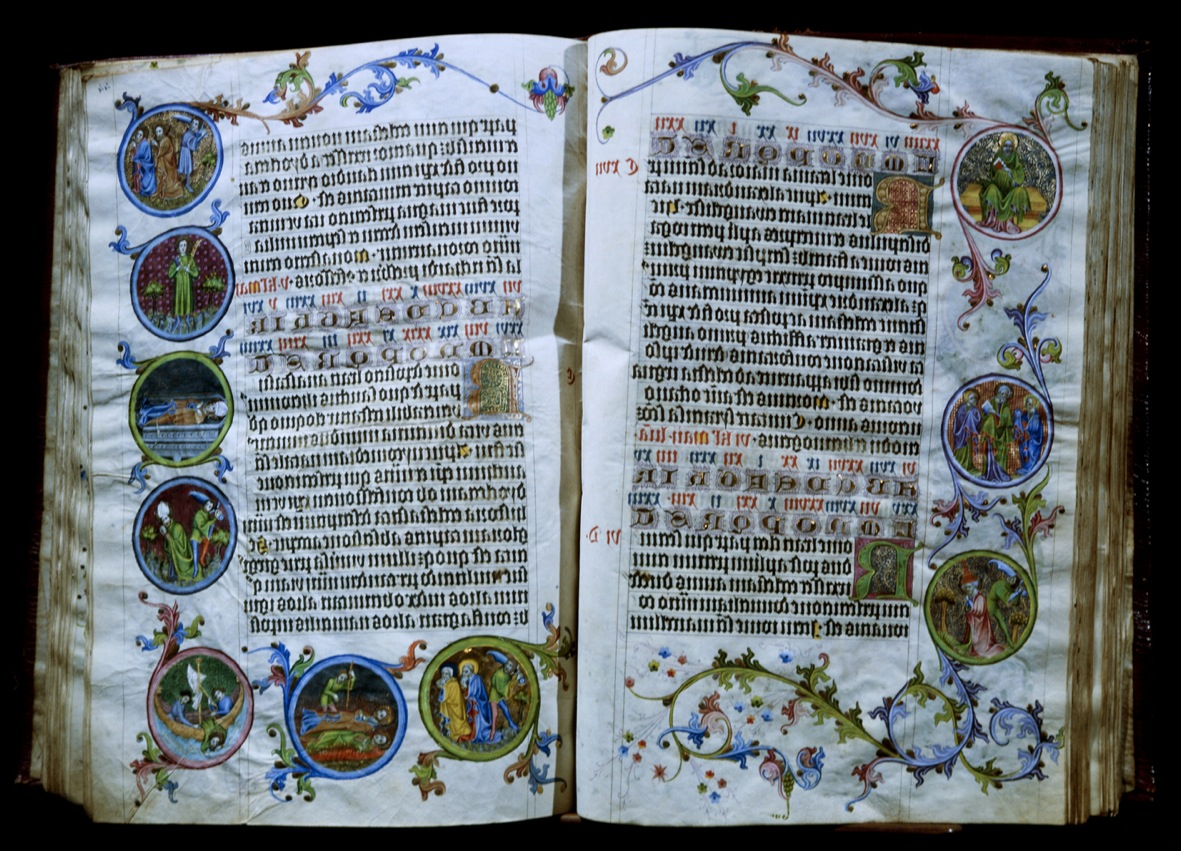
Martyrologe

- Martyrologe d’Usuard, XVe siècle.MartyrologeLivre manuscrit relatant les martyrs des saints en fonction du calendrier chrétien. Le texte, qui date de 1254, est une copie d’un martyrologe du IXe siècle du moine Usuard. Les 705 miniatures qui l'illustrent ont été réalisées par quatre artistes, de noms inconnus, aux environs de 1450. Ce martyrologe provient des ateliers royaux de Venceslas Ier de Bohême (actuellement la République tchèque). Ensuite, il est passé entre les mains du roi Pere Antoni d’Aragon, qui en fit don à la bibliothèque du monastère de Poblet. En 1836, il fut déposé au couvent des Bernardes de Gérone.
- Calvaire, XIIIe siècle, attribué au maître Bartomeu. Les figures du Christ, de la Vierge, de saint Jean et des deux voleurs couronnaient le seuil d’une porte reliant le cloître de la cathédrale de Gérone au cimetière des prêtres. Ces sculptures représentent la transition de la période romane à la période gothique. La sculpture du Christ comporte des éléments davantage gothiques, les autres statues étant de style roman, surtout pour ce qui est de la manière de réaliser les corps, tandis que les vêtements constituent un pas vers le gothique. Certains érudits ont attribué l’ensemble au maître Bartomeu, formé au cloître roman de la cathédrale de Gérone et l'un des précurseurs du gothique en Catalogne.
- Vierge Marie de Palera, 1400-1450. Cette image fut sculptée pour le temple de Sainte Marie de Palera, où elle demeura jusqu’en 1936, année où elle fut cassée, puis sauvée par un voisin qui en conserva les morceaux. Contrairement à la plupart des Vierges, qui pleurent ou ont un visage sérieux, celle-ci sourit. Elle tient dans la main droite un objet sphérique, qui pourrait être la boule du monde, objet appartenant traditionnellement à Jésus. L'enfant Jésus est assis sur le genou gauche de Marie, il tient un livre où est écrit « Je vous salue Marie, pleine de grâce », renforçant ainsi la figure de la mère.
- Santa Margarida, XIV-XVe siècle. Cette image fut découverte en 1820 à la Garrotxa, la région volcanique la plus importante de la péninsule ibérique. Trois siècles auparavant, une chapelle présidée par cette image avait été construite dans le cratère, sans savoir qu'il s'agissait d’un volcan. Pour y accéder, il fallait grimper sur la crête du volcan et descendre au fond du cratère. Le père de sainte Margarida, un roi arabe, tomba amoureux d’elle. Afin de l’obliger à accepter, il la priva d’eau. Elle mourut de soif et fut conduite au ciel par des anges. Repenti, le roi, se convertit au christianisme.
- Tables de vitrier, XIVe siècle. Ces tables, découvertes dans la cathédrale de Gérone, sont la pièce sur laquelle fut réalisé l’un des vitraux du presbytère du siège de Gérone. Au-dessus du bois blanchi, le vitrier a dessiné au poinçon les images qui allaient composer le vitrail. Ce dessin servit de guide pour découper les vitraux avec un fer chaud et les plomber. L’étude des tables avec une lumière ultraviolette a permis de voir, sous les dessins géométriques de la superficie de l’une d'elles, une image de la Vierge Marie qui correspond à l’image du vitrail de l'annonciation.

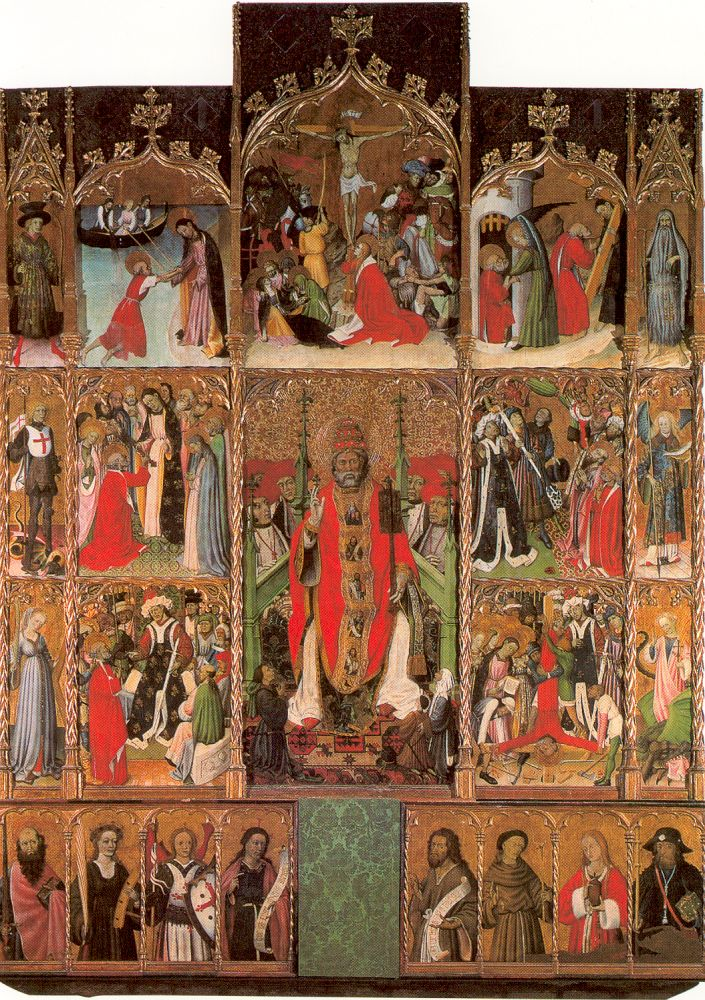
Retable de Saint Pierre de l'église de Púbol, Gérone. Œuvre de Bernat Martorell.

- Retable de Púbol. Retable de Saint Pierre de l'église de Púbol, Gérone. Œuvre de Bernat Martorell.Le retable de Sant Pere de Púbol est l'ouvrage du peintre Bernat Martorell, qui l'a réalisé aux alentours de 1437. Provenant de l'église paroissiale de Sant Pere de Púbol, il s'agit de l'une des pièces les plus remarquables du gothique catalan. Dans le panneau central figurent les commanditaires de l'œuvre : Bernat de Corbera, son épouse Margarida de Campllong et leur fils Francesc. On peut également observer un croquis préparatoire sur l'avers du retable qui aide à comprendre le processus de création du peintre.
- Ex-voto de Charles Quint. L'utilisation de pendentifs amulettes est une tradition qui remonte à l'Antiquité. Les courants de la Renaissance fusionnaient volontiers la tradition chrétienne avec les mythes anciens et païens. Il n'est donc pas étonnant que, selon la légende, Charles Quint se soit servi de cette pièce comme d'un élément protecteur. Les matériaux utilisés et la préciosité de la technique expliquent que l'ex-voto de Charles Quint soit considéré comme une pièce remarquable de l'orfèvrerie de son époque.
- Retable de Sant Feliu de Gérone. Ce retable, actuellement désassemblé, a présidé l'abside du temple de Sant Feliu de Gérone jusqu'à la Guerre civile espagnole. Il occupe actuellement la totalité de la salle 9 du musée. La réalisation complète du retable a duré seize ans. Sur les panneaux principaux sont représentées des scènes de la vie et du martyre de Sant Feliu. Le retable a été commencé en 1504 par le peintre Perris de Fontaines, auteur de la prédelle. Joan de Borgonya, qui a continué l'œuvre, a réalisé les panneaux centraux. La partie sculpturale a été réalisée par Pere Robredo et Joan de Ventrica.
- Retable de sainte Ursule et les onze mille vierges, 1520-1523. Table centrale du Retable de sainte Ursule, peinte par Joan de Borgonya pour la chapelle de Sainte-Ursule et les onze mille vierges de la cathédrale de Gérone. Le retable, qui appartenait en 1936 à l’église de Sainte-Marie des Olives, à Pla de l’Estany, fut brûlé durant la guerre civile espagnole. Cette table a survécu grâce à son transfert au Musée Diocèse de Gérone en 1935. Sainte Ursule, identifiée par ses attributs, le diadème royal, la flèche du martyre et le livre symbolique de la foi chrétienne, reçoit ici un traitement sculptural enrichi par des détails ornementaux.
- Vierge à l'enfant avec un ange, 1509-1550. Peinture réalisée très probablement hors de Catalogne, attribuée à Jean Massys par l’historien Giorgio T. Faggin. Une récente étude analytique, réalisée par l’université de Barcelone, a permis d’identifier les matériaux de l’œuvre et leur distribution. La comparaison de la peinture avec les œuvres attribuées à Massys renforce l’hypothèse qu'il s'agit bien de son auteur. Jean Massys (Anvers, 1509-1975) appartient à un courant artistique situé à Anvers au début du XVIe siècle, avec des influences flamandes et des traits typiques du sud de l’Europe (Italie) et de l’école de Léonard de Vinci.
- Retable de Segueró.Ce retable provient de l'église paroissiale de Santa Maria de Segueró (région de la Garrotxa). Parmi les panneaux conservés, huit dépeignent des scènes de la vie de la Vierge Marie, quatre contiennent des figures d'apôtres, un panneau représente la création et un autre évoque le Jugement Dernier. L'auteur a signé de son monogramme -MTAS- le bouclier de l'un des soldats du panneau de la Résurrection ainsi que la pique de saint Thomas apôtre. Cette œuvre, ainsi que le retable de Sant Pere de Montagut, également exposé dans le musée, sont considérés comme ses deux meilleures productions.
- Martyre de saint Sébastien, 1652-1679. En 1650, la peste dévasta la ville de Gérone, et le Conseil général de la ville encouragea la réalisation d’un ex-voto à saint Sébastien comme action de grâce après le retour à normale. Deux ans plus tard, le sculpteur Josep Tramulles, l'un des auteurs les plus connus du XVIIe siècle, fut chargé de réaliser un retable. Cependant, l’artiste ne termina pas cette table principale, qui représente le martyre du saint. En 1679, le retable définitif, qui n’a pas été conservé et dont une partie a été réalisée par le sculpteur Anton Barnoia, fut installé dans la nouvelle chapelle de l’hôpital de Sainte-Catherine.
- Noces de la Vierge Marie. Cet ensemble faisait partie du retable que la Confrérie des Désemparés possédait à l'église de Sant Feliu de Gérone. Il est l'œuvre de Francesc Generes, sculpteur originaire de Manresa et résident à Gérone, qui l'a réalisé en 1677. Il représente la scène des noces de la Vierge Marie avec saint Joseph.
- Panneau en faïence des Sirènes. Ce panneau, composé de soixante carreaux de faïence, faisait partie de la décoration de la chapelle du Roser de l'église paroissiale de Sant Martí de Llaneres. Le thème séculaire et fantastique du panneau fut conçu pour décorer un intérieur religieux. Sirènes, oiseaux exotiques et compositions florales s'intercalent pour former un rideau scénographique.
- Xylographie de l’impression Carreras. Le Musée d’art de Gérone conserve l'un des fonds de matrices xylographiques - gravées dans le bois - parmi les plus importantes d’Europe, avec plus de 2 100 exemplaires. La collection, acquise par la Diputation de Gérone en 1986, provient de l’ancienne imprimerie de Gérone Tipografia Carreras, fondée en 1860 et active jusqu’en 1952. La famille Carreras fut le dernier imprimeur de Gérone, héritière des anciennes lignées établies à Gérone depuis le XVIIe siècle, auxquelles elle acheta les outils et les matrices. Ces matrices continuèrent à être utilisées jusqu’au milieu du XXe siècle, raison pour laquelle ce fonds est encore plus exceptionnel. L’ensemble, bien fourni et très varié, est représentatif de l’imagerie populaire catalane qui, pendant 300 ans, a été illustrée par un grand nombre de livres, de documents et d'estampes populaires.
- Croquis pour Le Grand Jour de Gérone.Pour réaliser Le Grand Jour de Gérone (1859), probablement le plus grand tableau peint par un artiste catalan (540 × 1 190 cm), Ramon Marti Alsina a fait au moins six esquisses préparatoires. L’œuvre, aujourd’hui exposée à l’Auditorium Josep Irla, siège actuel de la délégation du gouvernement catalan à Gérone, représente les événements du 19 septembre 1809, lorsque durant le siège de la ville, les soldats français prirent la muraille d’assaut et les habitants de Gérone parvinrent à les repousser. L'ébauche a des couleurs et des traits vifs, ce qui forme un contraste avec la rigidité et la rigueur académique de l’œuvre définitive.
- Les Murailles de Gérone. Disciple de Ramon Martí Alsina, Modest Urgell a étudié à Paris avec Gustave Courbet. Son œuvre s’éloigne cependant du réalisme et, dans les canons académiques, annonce l’arrivée du symbolisme. Cette peinture allégorique relative au siège de Gérone par les troupes de Napoléon, montre les murs déserts de la muraille de Gérone et la silhouette de la ville vaincue sous un ciel crépusculaire. Le vol d’un aigle évoque la figure impériale de Napoléon. Au pied de la muraille, symbole de la défaite de la ville, pousse un buisson de laurier, signe de la victoire morale de Gérone.

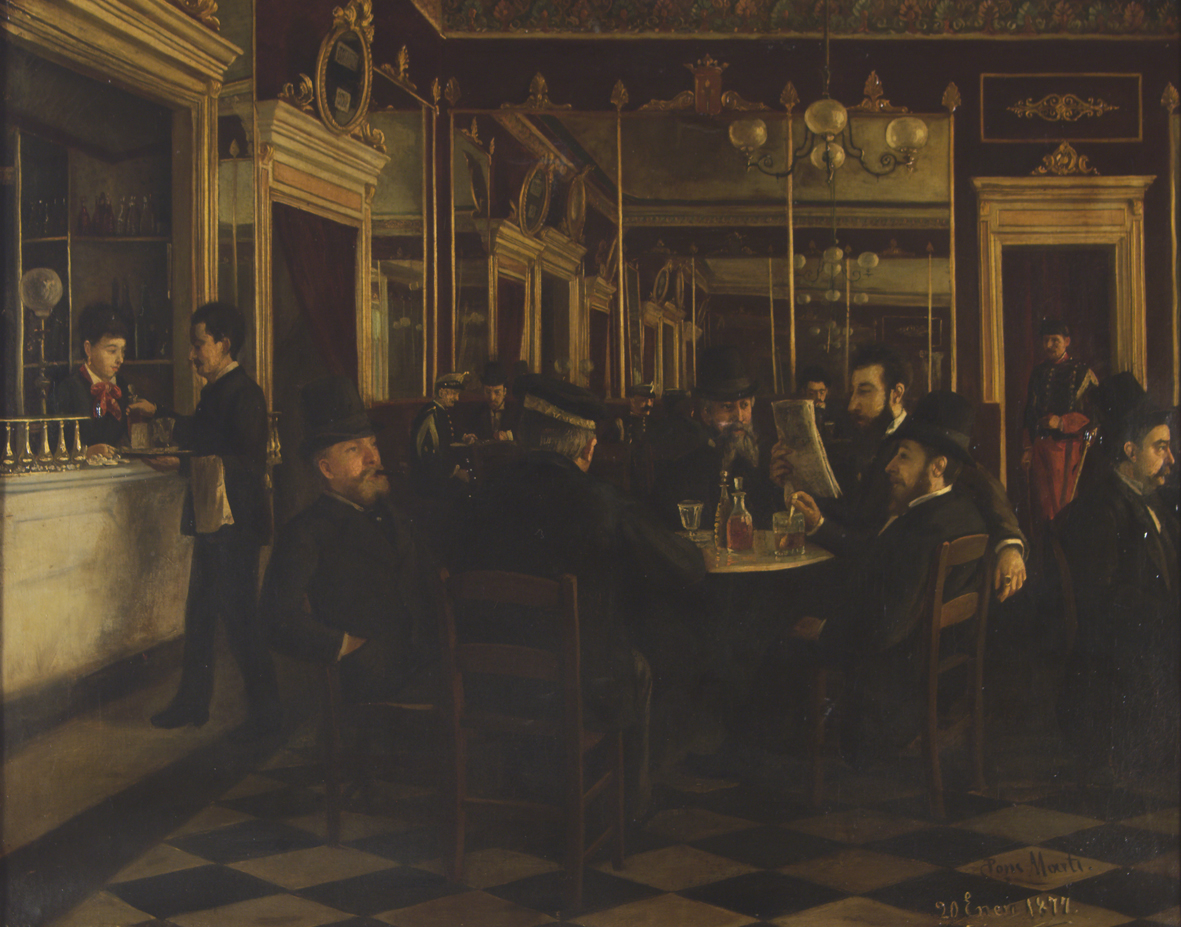
Le café Vila par Jaume Pons Marti (1877)

- Le café Vila. Fondé en 1875, le café Vila est devenu un point de réunion des intellectuels de la Gérone de la fin du XIXe siècle et du début du XXe siècle. Situé à la Plaça del Vi, en plein centre de la ville, il est devenu un lieu de rencontre et d'échange des préoccupations sociales du début du siècle. Disparu aujourd'hui, son apparence ne persiste qu'à travers d'anciennes photos et la peinture de Pons Martí, qui en fait un portrait où on peut deviner l'ambiance qui s'y respirait.
- Gérone. Rusiñol a peint six ou sept fois ce même paysage sous différents cadrages pour les différentes campagnes artistiques qu'il a réalisées pour la ville entre 1908 et 1929.
- Troupeau dans la prairie, 1881. Formé à l’École des beaux-arts d’Olot, Vareyda a enrichi sa formation à Barcelone, avec Martí Alsina, puis à Paris, où il découvrit l’œuvre de Corot et l’École de Barbizon, qui inspira la vague impressionniste de ses peintures. L’École d’Olot, fondée par lui-même, est le premier centre créatif de l’art catalan du XIXe siècle hors de Barcelone. Ce paysage, qui trouve dans l’équilibre des bleus et des verts le meilleur reflet de la paix sereine de la Garrotxa, annonce de nouveaux chemins de renouvellement artistique. L’impressionnisme timide qui imprègne les œuvres de Vareyda surpasse l’académisme et ouvre de nouveaux voies.
- L’Onyar de Gérone, 1914. Maria-Mela Klingsland, née à Varsovie en 1886, adopta le nom de Mela Muter en se mariant avec l’écrivain Michel Mutermilch. En 1911, elle exposa à la Galerie Dalmau de Barcelone 33 œuvres influencées par le post-impressionnisme et l’expressionnisme. En 1914, l’artiste s’établit plusieurs mois dans une maison située sur la place des Apóstols à Gérone, où elle peignit L’Onyar de Gérone, œuvre dans laquelle elle capture, avec un regard nouveau et loin de la reproduction littérale, l’essence et la vie de la ville. Cette peinture fut exposée dans la Salle Athènes avec 19 autrestoiles, toutes présentant une vision personnelle de la ville.
- Nuit de lune à Gérone, 1917. Le peintre et écrivain Prudenci Bertrana se forma à l’École Llotja de Barcelone. En 1892, il participa à une exposition à Sant Felui de Guíxols, où il entra en contact avec l’École d’Olot et Santiago Rusiñol, précurseurs d’un style pictural renouvelé. Quelques années plus tard, il remplaça la peinture par la littérature, sans toutefois abandonner définitivement les pinceaux. Bertrana représente les formes du fleuve de Gérone de nuit. Dans sa nouvelle El vagabund (Le Vagabond), le personnage principal contemple la ville de nuit avec « la pittoresque rangée de vieilles maisons inégales qui se reflète confusément dans l’eau épaisse et calme du fleuve ».